# Centro di assistenza tecnica
Un centro di assistenza tecnica (identificato spesso con l'acronimo CAT) è un fornitore di servizi di riparazione, manutenzione, installazione per prodotti, apparecchiature, sistemi. In pratica, sono imprese costituite da officine o laboratori dedicati all'assistenza post vendita di prodotti, spesso dotati anche di magazzino materiali (fornitura o installazione di ricambi e accessori).
Tipicamente i CAT sono autorizzati da un OEM, ovvero dal costruttore/produttore dell'apparecchiatura/sistema: è tipico del settore automobilistico, informatico/elettronico, degli elettrodomestici, delle macchine utensili. Quando un CAT non è autorizzato significa semplicemente che è indipendente rispetto ad un dato marchio, non è detto che sia meno capace di un CAT autorizzato dal produttore. Invece, ci potrebbero essere delle limitazioni, imposte dagli OEM, sull'utilizzo di ricambi/accessori originali, sul disporre di attrezzature particolari o di specifiche tecniche del prodotto: è per questo che spesso si è costretti a ricorrere a CAT della rete ufficiale di un OEM. In particolare, quando il prodotto contiene del software non è raro che la programmazione dei parametri nel firmware installato su di una scheda elettronica sia resa impossibile senza il ricorso a specifiche applicazione di diagnostica/configurazione del costruttore/fabbricante (si pensi solo al caso delle centraline delle automobili).
Un altro caso in cui è probabile il ricorso ad un CAT autorizzato è per l'esecuzione degli interventi nel periodo di garanzia. Tuttavia, nell'ambito non professionale, per il Codice del consumo, è il venditore che deve prestare la garanzia e quindi, quando è un puro commerciante e perciò non svolge servizi di riparazione, è lui che deve rivolgersi ad un CAT senza far intervenire il cliente/consumatore. La stessa cosa vale per gli installatori.
I CAT nell'accezione qui descritta non vanno confusi con quelli istituiti dal D.L. 114/98 (conosciuto anche come "riforma Bersani del commercio") finalizzati allo sviluppo e ammodernamento della rete distributiva nonché al collegamento tra imprese e PA. Questi centri, autorizzati dalle singole Regioni e solitamente espressioni delle camere di commercio o delle associazioni sindacali delle imprese, svolgono attività di supporto e assistenza per lo svolgimento dei vari adempimenti delle aziende, tipicamente nella fascia della micro e piccola impresa.